# تطعيم قطعان البقر في أستراليا
تطعيم البقر في أستراليا
مقال

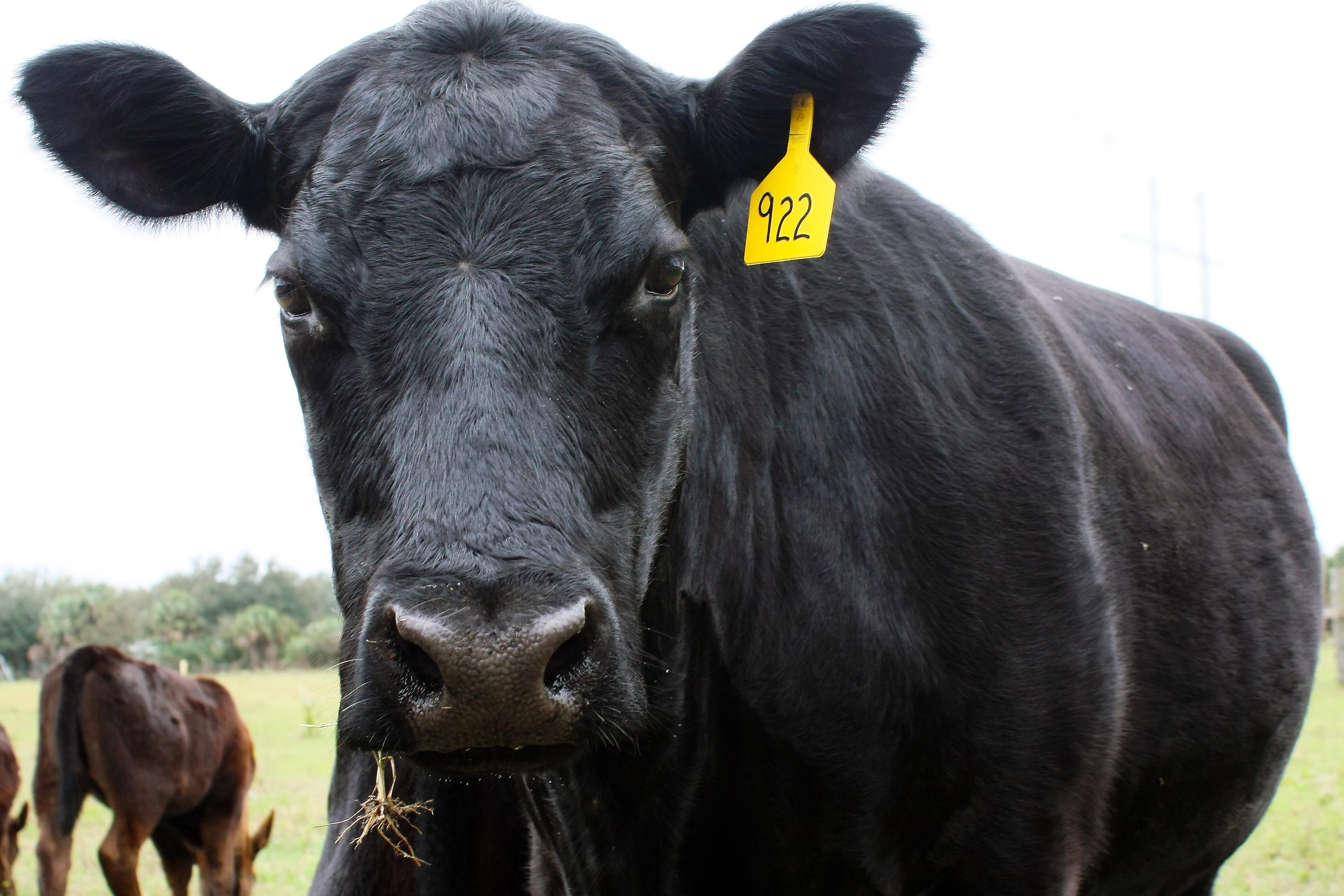

تستكشف هذه المقالة لقاحات الأبقار في أستراليا.
ماشية أنجوس
تتضمن تطعيمات الماشية عملية تطبيق الحقن تحت الجلد للكائنات الحية الدقيقة البيولوجية في مضعفة لمساعدة الجهاز المناعي على تطوير الحماية من خلال الحصول النشط على مناعة ضد مرض معين. الماشية ماشية من الأبقار وبالتالي فهي معرضة بشدة للأمراض. تستخدم لقاحات الماشية على نطاق واسع في صناعات الثروة الحيوانية في قطاع الزراعة الأسترالي من قبل المزارعين لمنع الأمراض الضارة والقاتلة من إصابة مواشيهم ، وتجنب أي ضرر اقتصادي أو بيولوجي. تمثل صناعات الثروة الحيوانية المستزرعة 45 ٪ من القيمة الإجمالية للإنتاج الزراعي الأسترالي ، حيث تعتبر الماشية من لحوم البقر أكبر الماشية المستزرعة على الصعيد الوطني مع حوالي 26.2 مليون رأس من الماشية في جميع أنحاء البلاد. تولد صناعة لحوم الأبقار في أستراليا قيمة إجمالية تبلغ حوالي 8 مليارات دولار أسترالي في صادرات لحوم البقر وقيمة إجمالية إجمالية تبلغ 11.4 مليار دولار في إنتاج المزرعة (2017-18) ، وبالتالي ، تلعب اللقاحات دورًا حيويًا في حماية الماشية البقرية واستدامتها وتنميتها الصناعة في قطاع الزراعة الأسترالي.
مرض
تسببها بكتيريا كلوستريديوم. هناك 6 أنواع من مرض الكلوستريديا ، وتشمل: الوذمة الخبيثة (C. septicum) ، الكزاز (C. tetani) ، Blackleg (C. chauvoei) ، المرض الأسود (C. novyi) ، Enterotoxaemia / Pulpy الكلى (C. perfringens type D) و Botulism (C. botulinum). تكون الماشية الصغيرة في خطر أكبر من البالغين لهذه الأمراض بسبب إجراءات الوسم والإخصاء وإزالة الجراح مما يسمح بغزو الأمراض الكلوستريدية.
يتسبب الكزاز في إنتاج مادة سامة تغزو الجروح العميقة التي تؤثر على الجهاز العصبي ، مما يؤدي إلى تحفيز وتقلص عضلات الهيكل العظمي. وهذا يؤدي إلى تشنجات «الكزاز» وفشل تنفسي في نهاية المطاف. تحدث الوذمة الخبيثة أيضًا بسبب الجروح العميقة التي تشكلت أثناء الولادة. يتم إنتاج السموم التي تسبب تورم وتراكم السوائل والأنسجة الميتة. ثم يتم امتصاص السموم في مجرى الدم مما يؤدي إلى الحمى والضعف والموت في نهاية المطاف.
نادرًا ما تؤثر الساق السوداء والكلى اللبية على الماشية التي يزيد عمرها عن عامين وتميل إلى أن تكون مرضًا في العجول التي تنمو بسرعة بالإضافة إلى تكاثر الإناث إذا أصيبت إصابة في الساق. تنطوي الساق السوداء على الأنواع c.chauvoei لإنتاج السموم التي تسبب تلفًا عضليًا شديدًا. يتراكم الغاز في نهاية المطاف في العضلات مع تقدم سريع إلى الغرغرينا مما يؤدي إلى حيوان عرجاء. يمكن امتصاص السم في مجرى الدم والحمى ، ويمكن أن يحدث ضعف وموت. تنتج الكلية اللبية عددًا من السموم التي تؤثر بشكل مباشر على الجهاز العصبي والأوعية الدموية مما يسبب الضرر. يسبب الإسهال والخوار والهوس والعمى والتشنجات والموت. يحدث المرض الأسود عندما يصبح الكبد تالفًا عن طريق حظ الكبد ، ويتكاثر وينتج سمًا يسبب تلفًا حادًا في الكبد والموت. [4] تحدث التسمم الغذائي عندما تكون الماشية تعاني من نقص في البروتين والفوسفور مما يؤدي إلى تحلل المواد ومضغ العظام وكذلك السموم التي تتسبب في حدوث شلل يؤدي إلى فشل في التنفس.
قراد الماشية
طفيلي خارجي يعرف باسم Rhipicephalus microplus ينشر حمى القراد على الماشية عن طريق ثلاثة كائنات منقولة بالدم Babesia bovis ، Anaplasma marginale ، Babesia bigemina. تؤدي حمى القراد إلى تلف المواد الخارجية ، والأضرار الداخلية ، وفقدان الحالة ، والمرض والوفاة بسبب فقدان الدم. يعتبر قراد الماشية مشكلة بشكل أساسي في المناطق الموبوءة في أستراليا ، حيث تحدث الإصابة بشكل أساسي في أستراليا الغربية وكوينزلاند والإقليم الشمالي.
التسمم
مرض ينتقل عن طريق الاتصال الجنسي بسبب بكتيريا كامبيلوباكتر ، وهي بكتيريا تناسلية. لا تتأثر الثيران بشكل مباشر ولا توجد علامات مرئية للمرض ، ومع ذلك ، يمكن أن تحمل المرض لفترة طويلة وتنشر المرض أثناء التكاثر إلى الإناث مما يؤدي إلى العقم والإجهاض الذي يحدث بشكل رئيسي حول منتصف الحمل. يمكن أن تنخفض معدلات الحمل إلى 40٪ ويمكن أن يحدث العقم الدائم في بعض الأبقار (11٪).
فيروسات
مرض معقد يسببه فيروسات الأبقار ، المعروف أيضًا باسم BVDV (فيروس الإسهال الفيروسي البقري). يؤدي المرض إلى اضطراب الإباضة والإخصاب في وقت التزاوج مما يؤدي إلى انخفاض معدلات الحمل والحمل ، وزيادة حدوث فطريات الساق ، وزيادة حدوث الإسهال وأمراض الجهاز التنفسي. من المرجح أن تحدث عمليات الإجهاض مع صلاحية العجول كما تنخفض العجول نفسها. من المحتمل أيضًا وجود عيوب في العين ومشكلات في الجهاز العصبي المركزي.
داء البريميات
عدوى بكتيرية تسببها L. hardjo و L. pomona ، والتي تشكل leptosira. يتسبب داء البريميات في العقم والإجهاض والحمى وتغير اللون والمياه الحمراء في العجول الصغيرة وكلها شديدة وغالبًا ما تكون قاتلة.
تشمل الأمراض المعروفة الأخرى برتقالة